# Pierre de La Rue
Pierre de La Rue, també anomenat Piercho de Vico o Petrus Platensis (Tournai, 1452 - Courtrai, 20 de novembre de 1518), fou un compositor francoflamenc del Renaixement.
Des de 1492 fins al 1495 fou tenor de la capella de musicals de Maria de Borgonya, capella que poc temps després passà al servei de Maximilià I, rei dels romans. El 1501 figurà en la capella de l'arxiduc Felip, al que acompanyà a Espanya en dues ocasions. Després servi a la princesa Margarida i seguidament a l'arxiduc Carles, futur Carles V del Sacre Imperi Romanogermànic.
Se sap que va compondre 36 misses, de les que 23 eren originals, i 38 motets; un magnificat, lamentacions i cançons franceses, que estan espargides en les distintes col·leccions que es publicaren al seu temps, o sigui des de 1501 fins a finals del segle xvi. Per les seves obres, ocupa un lloc entre els millors compositors del seu temps. Algunes de les seves obres han aparegut en distintes col·leccions modernes, junt amb les obres històriques de Burney, Kiesewetter, Forkel i Ambrós.